# ラルフ・サムプソン
ラルフ・アレン・サムプソン（Ralph Allen Sampson、1866年6月25日 – 1939年11月7日）は、イギリスの天文学者である。
1888年にケンブリッジ大学のセント・ジョンズ・カレッジを卒業した。1895年にダラム大学の数学の教授になった。ジョン・クーチ・アダムズの弟子で、アダムズの没後の1900年に出版されたアダムズの論文集の第1部を編集した。1903年王立協会フェロー選出。1910年にスコットランド王室天文官になり、エディンバラ大学の天文学の教授になった。恒星の色温度研究のパイオニアワークを行った。
1910年に木星の4大衛星表Tables of the Four Great Satellites of Jupiter を発表し、1920年に4大衛星の運動論の研究成果を発表した。その功績により1928年王立天文学会ゴールドメダルを受賞した。